# Caroline Meyer
Caroline Meyer, född den 10 oktober 1978 i Hastings, Hawke's Bay, är en nyzeeländsk roddare.
Hon tog OS-guld i dubbelsculler i samband med de olympiska roddtävlingarna 2008 i Peking.